# Serigne Abdou Thiam
Serigne Abdou Thiam (28 de febrero de 1995-27 de septiembre de 2016) fue un futbolista catarí que jugaba en la demarcación de defensa.

## Biografía
Empezó a formarse como futbolista con el Aspire Academy, hasta que finalmente en 2012 el Al Khor SC se hizo con sus servicios. Hizo su debut el 19 de noviembre de 2012 después de que László Bölöni le hiciera debutar con el primer equipo contra el Al-Gharafa SC a los 17 años. Durante su estancia en el club jugó un total de 26 partidos de liga en los que anotó tres goles, además de seis de copa con otros dos tantos, y 8 encuentros más en la copa de la liga. En 2015 dejó la competición tras ser diagnosticado con un cáncer, el cual le costaría la vida el 27 de septiembre de 2016 a los 21 años de edad.

## Selección nacional
Jugó un total de ocho partidos y anotó un gol con la selección de fútbol sub-20 de Catar. Disputó el Campeonato sub-19 de la AFC 2014, donde quedó campeón tras ganar en la final a Corea del Norte por 0-1 tras un gol de Akram Afif. También disputó la Copa Mundial de Fútbol Sub-20 de 2015.

### Goles internacionales
| # | Fecha                | Estadio                       | Oponente     | Gol | Resultado | Competición                                      |
| - | -------------------- | ----------------------------- | ------------ | --- | --------- | ------------------------------------------------ |
| 1 | 8 de octubre de 2013 | Estadio Qatar SC, Doha, Catar | Turkmenistán | 7–0 | 7-0       | Eliminatoria al Campeonato sub-19 de la AFC 2014 |

## Clubes
| Club       | País  | Año         | Partidos | Goles |
| ---------- | ----- | ----------- | -------- | ----- |
| Al Khor SC | Catar | 2012 - 2015 | 40       | 5     |

## Palmarés

### Campeonatos internacionales
| Título                      | Club                                | País  | Año  |
| --------------------------- | ----------------------------------- | ----- | ---- |
| Campeonato sub-19 de la AFC | Selección de fútbol sub-20 de Catar | Catar | 2014 |